# باتريك فينيغان
باتريك فينيغان (بالإنجليزية: Patrick Finnegan) هو مدير أكاديمي وضابط أمريكي، ولد في 20 سبتمبر 1949 في فوكوكا في اليابان، وتوفي في 2 يوليو 2018 بسبب نوبة قلبية.